# Боура, Сесил Морис
Сэр Се́сил Мо́рис Бо́ура или Ба́ура (англ. Cecil Maurice Bowra; 8 апреля 1898[…], Цзюцзян, Цзянси — 4 июля 1971[…], Оксфорд) — английский литературовед, мемуарист и переводчик, известный прежде всего работами о древнегреческой литературе; один из крупнейших в XX веке филологов-классиков.

## Биография
Боура родился в Китае, в провинции Цзянси, где его отец работал в таможенной службе Цзюцзяна (после поражения Цинской империи в Опиумных войнах китайское правительство было вынуждено разрешить открыть там речной порт для торговли с иностранцами), и провел там своё раннее детство, а потом еще дважды приезжал в Китай в 1909—1910 и в 1916 годах.
В 1916 году он провёл месяц в России, в Петрограде, и там благодаря своему другу, в доме которого жил, познакомился со многими людьми, в том числе с Корнеем Чуковским, от которого Боура впервые услыхал имена Бориса Пастернака и Маяковского. Впоследствии Боура стал переводчиком русских поэтов Серебряного века, писал о Пастернаке и других русских поэтах, состоял в переписке с Вячеславом Ивановым.
Боура занимал посты ректора колледжа Уолдхэм в Оксфорде, президента Британской Академии, вице-канцлера Оксфордского университета. За свою научную, преподавательскую и организационную деятельность он был возведён в рыцарское достоинство (1951); удостоен Медали Кеньона от Британской академии (1967).
Как учёный Боура испытал влияние теории «устной поэзии» Милмэна Пэрри и Альберта Лорда, а также трёхтомного компендиума Гектора и Норы Чэдвиков «Становление литературы» (1932—40).
Боура послужил прототипом мистера Самграсса в романе Ивлина Во «Возвращение в Брайдсхед».

## Труды
Основные
- Ancient Greek Literature (1933)
- Heroic Poetry (1952), русский перевод: Героическая поэзия, 2002
- The Romantic Imagination (1950)

Полностью
- Tradition and Design in the Iliad (1930)
- Ancient Greek Literature (1933)
- Pindari Carmina (1935)
- Greek Lyric Poetry: from Alcman to Simonides (Oxford 1936, 2nd revision 2001)
- Early Greek Elegists (1938)
- The Heritage of Symbolism (1943)
- A Book of Russian Verse (1943) Составитель
- Sophoclean Tragedy (1944)
- From Virgil to Milton (1945)
- The Creative Experiment (1949)
- The Romantic Imagination (1950)
- Heroic Poetry (1952)
- Problems in Greek Poetry (1953)
- Inspiration and Poetry (1955)
- Homer and his forerunners (1955)
- The Greek Experience (1957)
- Primitive Song (1962)
- In General and Particular (1964)
- Pindar (1964)
- Landmarks in Greek Literature (1966)
- Poetry and Politics, 1900—1960 (1966)
- Memories 1898—1939 (1966)
- On Greek Margins (1970)
- Periclean Athens (1971)
- Homer (1972)
- New Bats in Old Belfries, or Some Loose Tiles (2005)